# Filippo Burgarella
Filippo Burgarella (* 1. August 1948 in Trapani; † 17. Dezember 2017 oder 18. Dezember 2017 in Cosenza) war ein italienischer Mittelalterhistoriker und Byzantinist.

## Leben
Burgarella besuchte die Universität von Rom, wo er 1970 sein Studium der Klassischen Literatur abschloss. Er beschloss, seine Ausbildung nach dem Abschluss durch den Besuch der École des hautes études en sciences sociales, Sektion VIᵉ, (EHESS) von Paris unter der Leitung von André Guillou zu perfektionieren. 1974 erlangte er das Diplom der École, indem er die Arbeit mit dem Titel Structures mythiques de la généalogie byzantine. L’exemple de l’idéologie macédonienne vorlegte.
In der gleichen Zeit von zwei Jahren, in der er das Diplom erlangte, war er Lehrbeauftragter für byzantinische Geschichte im akademischen Jahr 1973/74 an der Unité de formation et de recherche (UFR) d’Italien et Roumain der Universität Paris IV (Paris-Sorbonne). Als er im folgenden Jahr nach Italien zurückkehrte, war er für byzantinische Geschichte an der Universität von Kalabrien verantwortlich.
Ein Schwerpunkt seiner Forschungen war das byzantinische Italien.

## Schriften (Auswahl)
- mit André Guillou, Alessandro Bausani: L’impero bizantino e l’islamismo (= Nuova storia universale dei popoli e delle civiltà. 6, 1). Unione Tipografico-Editrice Torinese, Turin 1981, ISBN 88-02-03576-8.
- mit André Guillou: L’Italia bizantina. Dall’esarcato di Ravenna al tema di Sicilia. UTET Libreria, Turin 1988, ISBN 88-7750-126-X.
- als Herausgeber mit Anna Maria Ieraci Bio: La cultura scientifica e tecnica nell’Italia meridionale bizantina. Atti della Sesta Giornata di Studi Bizantini, Arcavacata di Rende, 8–9 febbraio 2000 (= Studi di filologia antica e moderna. 13). Rubbettino, Soveria Mannelli 2006, ISBN 88-498-0554-3.
- als Herausgeber: San Nilo di Rossano e l’abbazia greca di Grottaferrata. Storia e immagini. Comitato Nazionale per le Celebrazioni del Millenario della Fondazione dell’Abbazia di S. Nilo a Grottaferrata, Rom 2009, ISBN 978-88-89940-09-9.